# Schweizerischer Verband für Frauenstimmrecht
Der Schweizerische Verband für Frauenstimmrecht (SVF, französisch: Association suisse pour le suffrage féminin, ASSF) entstand 1909 durch den Zusammenschluss lokaler Stimmrechtsvereine auf nationaler Ebene. Während Jahrzehnten kämpften hier Frauen aus der Arbeiterinnenbewegung gemeinsam mit Frauen aus der bürgerlichen Frauenbewegung Seite an Seite für das Frauenstimmrecht in der Schweiz. Nach der Einführung des Frauenstimmrechts 1971 änderte der SVF seinen Namen in Schweizerischer Verband für Frauenrechte und orientierte sich neu auf feministische Themen.

## Geschichte

### Vorgeschichte und Gründung
Ab 1905 entstanden in verschiedenen Schweizer Städten Vereine für das Frauenstimmrecht, so wurde 1907 in Genf die Association genevoise pour le suffrage féminin gegründet. 1909 schlossen sich sieben regionale Vereine zum Schweizerischen Verband für Frauenstimmrecht (SVF) zusammen. Zu den Gründern gehörten Pauline Chaponnière-Chaix, Camille Vidart und Auguste de Morsier, der als Mann erster Präsident wurde.
Zwar zählte der Verband im Gründungsjahr nur 765 Mitglieder, verfügte aber über ein bedeutendes Netzwerk in Politik und anderen Frauenorganisationen. Die Mitglieder waren häufig berufstätige, universitär gebildete Frauen aus der protestantischen Bourgeoisie. Der Verband setzte sich nicht nur für politische Gleichberechtigung ein, sondern auch für wirtschaftliche, soziale und rechtliche Gleichstellung.

### Präsidentschaft von Emilie Gourd
1914 wurde Emilie Gourd Präsidentin des SVF und damit zu einer der wichtigsten Protagonistinnen der Frauenbewegung der 1910er Jahre. Parallel dazu präsidierte sie von 1911 bis 1946 die Association genevoise pour le suffrage féminin und von 1914 bis 1946 die Nähstube der Union des femmes de Genève. Gourd gründete 1912 auch die einflussreiche feministische Zeitschrift Mouvement féministe (später Femmes suisses) und war ab 1923 Sekretärin der International Alliance of Women. Sie behielt dieses Amt bis 1928.
Im Schweizer Landesstreik 1918 unterstützte der SVF das Oltener Aktionskomitee, welches unter anderem das Frauenstimmrecht vom Bundesrat forderte.

### Petition von 1929
1929 reichte der Schweizerische Verband für das Frauenstimmrecht in Bern eine Petition ein, die von 170'397 Frauen und 78'840 Männern unterschrieben worden war (insgesamt 249'237 Unterschriften). Das Parlament unterstützte die Petition, doch der Bundesrat verfolgte sie nicht weiter. Diese Petition war zu ihrer Zeit die erfolgreichste der Schweizer Geschichte.

### Weitere Aktivitäten
1939, unmittelbar vor Kriegsausbruch, wagte der SVF einen Vorstoss beim Nationalrat mit der Forderung nach dem Stimmrecht für Frauen. Begründet wurde der Vorstoss damit, dass insbesondere in Kriegszeiten die politische Mitarbeit der Frauen unerlässlich sei, um die Demokratie und die Unabhängigkeit zu verteidigen.
Die erste eidgenössische Abstimmung 1959 endete aus Sicht des Vereins in einem Fiasko: 67 % der Stimmberechtigten sagten Nein.
1969 organisierte der SVF einen Marsch der Frauenorganisationen am 1. März nach Bern als Protest gegen das Vorhaben des Bundesrates, die Menschenrechtskonvention ohne das Frauenstimmrecht zu unterzeichnen.
Als 1971 das Frauenstimmrecht in der Schweiz mit 65,7 % Ja-Stimmen eingeführt wurde, hatte der SVF sein ursprüngliches Ziel erreicht.

### Neuorientierung nach 1971
Nach der Einführung des Frauenstimmrechts änderte der SVF seinen Namen in Schweizerischer Verband für Frauenrechte (französisch: Association suisse pour les droits de la femme, ADF) und schlug eine feministische Linie ein. Das Engagement verlagerte sich auf die Unterstützung politisch aktiver Frauen und den Kampf für wirtschaftliche und soziale Frauenrechte.

## Organisation und Struktur
Der SVF umfasste regionale Sektionen in der deutsch- und französischsprachigen Schweiz sowie individuelle Mitglieder. Als Mitglied der International Alliance of Women war der SVF von Beginn an international vernetzt. Von Anbeginn war SVF-ADF ein aktives Mitglied der Internationalen Allianz feministischer Frauen. Bald war SVF-ADF für die Vertretung dieser weltweiten Nichtregierungsorganisation mit Konsultativ-Status bei den internationalen Organisationen in Genf zuständig.

### Präsidentschaft
Der Schweizerische Verband für Frauenstimmrecht und später der Schweizerische Verband für Frauenrechte wurde von folgenden Personen geleitet:
| Amtszeit  | Name                                   | Bemerkungen |
| --------- | -------------------------------------- | --- |
| 1909–1912 | Auguste de Morsier                     | Mitgründer des Verbands, erster Präsident |
| 1912–1914 | Louise von Arx-Lack                    | |
| 1914–1928 | Emilie Gourd                           | Genferin, gründete 1912 die Zeitschrift Mouvement féministe, Sekretärin der International Alliance of Women ab 1923                            |
| 1928–1940 | Annie Leuch-Reineck                    | |
| 1940–1952 | Elisabeth Vischer-Alioth               | |
| 1952–1959 | Alix Choisy-Necker                     | |
| 1959–1960 | Gertrud Heinzelmann                    | |
| 1960–1968 | Lotti Ruckstuhl                        | |
| 1968–1977 | Gertrude Girard-Montet                 | Vaudoise Journalistin und Politikerin, führte den Verband zum Erfolg 1971, nach 1971 Präsidentin des Schweizerischen Verbands für Frauenrechte |
| 1977–1981 | Olivia Egli-Delafontaine               | |
| 1981–1988 | Christiane Langenberger-Jaeger         | |
| 1989–1993 | Ursula Nakamura/Simone Chapuis-Bischof | Doppelpräsidium |
| 1993–1997 | Simone Chapuis-Bischof                 | |
| 1997–2009 | Jessika Kehl-Lauf                      | Letzte Einzelpräsidentin |

## Bedeutung
Der Schweizerische Verband für Frauenstimmrecht war neben dem Bund Schweizerischer Frauenvereine eine der beiden wichtigsten Organisationen der Schweizer Frauenstimmrechtsbewegung. Durch seine 62-jährige Tätigkeit (1909–1971) prägte er massgeblich den Kampf um die politische Gleichberechtigung der Frauen in der Schweiz. Den Kampf für das Frauenstimmrecht führte in der Folge aber hauptsächlich der 1909 gegründete Schweizerische Verband für Frauenstimmrecht (SVF, später: Schweizerischer Verband für Frauenrechte), dessen Archiv heute im Schweizerischen Sozialarchiv lagert.